# Maleficent (Disney)
Maleficent (também chamada de Malévola) é a principal vilã do filme da Walt Disney's, A Bela Adormecida (1959). É caracterizada como a "senhora de todo o mal" que, após não ser convidado a um batismo, amaldiçoa a princesa ainda bebê Aurora, "alfinetar seu dedo no fuso de uma roda de giro e morrer" antes que o sol se põe em seu aniversário de 16 anos.
Maléfica foi criada por Marc Davis e é baseada na madrinha genericamente do conto de fadas original do mesmo nome por Charles Perrault e pelos irmãos Grimm.
Em 2023 ela ficou em primeiro lugar na lista dos melhores vilões da Disney de todos os tempos segundo a revista Variety.

## Cinema
- No filme A Bela Adormecida (1959) ela foi dublada por Eleanor Audley, que anteriormente dublou a vilã Lady Tremaine, a malvada madrasta da Cinderela, em Cinderela (1950).[2]
- Uma versão mais simpática da personagem apareceu como protagonista no filme de live-action, Maleficent (2014) e na sua sequência Maleficent: Mistress of Evil (2019), interpretada por Angelina Jolie.
- No filme do Disney Channel, Os Descendentes (2015), foi interpretada por Kristin Chenoweth.

## Séries de TV
- Ela também atua como uma antagonista menor na Disney's House of Mouse, interpretada por Lois Nettleton.
- Na série de TV, Once Upon a Time, foi interpretada por Kristin Bauer Van Straten.

## Videogames
- Também é a antagonista recorrente na série de videogames Kingdom Hearts, dublada por Susanne Blakeslee.